# William Rogers
Pour les articles homonymes, voir Cohen, William Rogers (homonymie) et Rogers.
Wolf Benjamin Cohen, dit William Rogers, né le 15 janvier 1818 à Leeuwarden et mort à Passy le 19 juillet 1852, est un dentiste parisien d'origine néerlandaise.

## Biographie

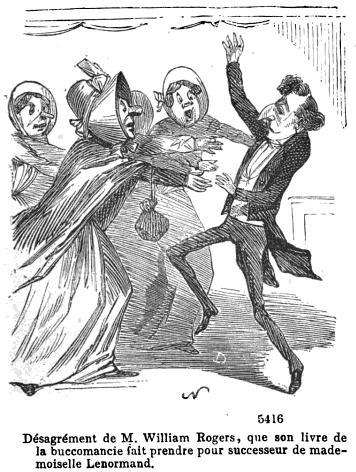
Caricature de William Rogers par Nadar (1852).

Issu d'une famille juive néerlandaise, Benjamin Cohen adopta un pseudonyme anglicisant afin de faciliter ses affaires en se faisant passer pour un praticien londonien diplômé de la faculté d'Édimbourg, où il affirmait avoir été « reçu » en 1833.

Revendiquant l'invention des amalgames en platine et des dentiers « osanores », il s'établit comme dentiste à Paris en 1836. Dépourvu de tout diplôme, il fut condamné en première instance (décembre 1845) et en appel (février 1846) pour exercice illégal de la médecine à la suite d'une plainte déposée contre lui par Joseph Audibran et plusieurs autres membres de la Société de chirurgie dentaire de Paris. Ce jugement fut cependant cassé en mai 1846, la Cour de cassation ayant jugé que la pratique de la dentisterie ne s'apparentait pas à la médecine si elle ne s'étendait pas au traitement des maladies de la bouche.
Adepte de procédés publicitaires nouveaux et tapageurs (tels que l'insertion d'articles dithyrambiques dans la presse ou l'emploi d'hommes-sandwich alors appelés laquais-affiche), il rivalisa avec un autre dentiste à grand spectacle, Georges Fattet. Les deux hommes s'intentèrent des procès et s'accusèrent mutuellement de plagiat. Rogers prétendit notamment que Fattet avait été son commis et, qu'à cette occasion, il lui avait volé le secret de fabrication des osanores. Il affirma également que Fattet n'était à l'origine qu'un simple garçon pâtissier qu'il employait pour balayer son cabinet.

Ce dernier était situé au no 270 de la rue Saint-Honoré, en face du passage Delorme.
En 1848, William Rogers aurait demandé sa naturalisation en récompense de sa participation à la Révolution de Février.
Au début des années 1850, il essaya d'exploiter la buccomancie, une variante de la physiognomonie consistant à déduire le caractère des individus de l'examen de leur dentition et de la conformation de leurs lèvres, bouche et menton. Il publia en 1851 un traité de cette pseudo-science, dans lequel il affirmait : « Montrez moi la bouche d'une personne et je vous dirai ce qu'elle a été, ce qu'elle est, ce qu'elle sera ».
Après sa mort, en 1852, son cabinet fut repris par son frère cadet, Nochem Cohen-Rogers (né à Leeuwarden en 1823 et mort à Paris le 9 mai 1875), qui reprit le pseudonyme de William Rogers.
Il est inhumé au cimetière du Père-Lachaise (7e division).

### Ouvrages publiés par William Rogers
- Esquisses sur les dents osanores, Paris, 1844.
- L'Encyclopédie du dentiste, ou Répertoire général de toutes les connaissances médico-chirurgicales sur l'anatomie de la bouche et la pathologie dentaire, avec des conseils aux mères, aux nourrices et aux gens du monde sur les soins de la bouche et les moyens de conserver les dents saines et belles, Paris, Baillère, 1845.
- Manuel d'hygiène dentaire à l'usage de toutes les classes et professions, Paris, Baillère, 1846.
- Dictionnaire des sciences dentaires, ou Répertoire général de toutes les connaissances nécessaires au dentiste, Paris, Krabbe, 1847 (seconde édition).
- Almanach des mâchoires pour 1851, Paris, 1850.
- La Buccomancie, ou l'art de connaître le passé, le présent et l'avenir d'une personne, d'après l'inspection de sa bouche, Paris, Baillère, 1851 (traduite en Allemand par Heinrich Gauss : Die Buccomantie, Weimar, 1853).

### Ouvrage posthume publié par son frère
- Nouveau mémoire sur la première dentition. - Résumé de trente années d'expérience et de recherches, Paris, 1869.